# Kronprins Haakon
Die Kronprins Haakon ist ein norwegischer Forschungseisbrecher. Das seit 2018 in Fahrt befindliche Schiff ist das modernste seiner Art und fährt unter norwegischer Flagge. Als Gemeinschaftsprojekt der Universität Tromsö, des Norwegischen Polarinstituts und des Havforskningsinstituttet gehört es anteilig allen drei staatlichen Institutionen.

## Geschichte
Das Schiff des Typs NVC 395 Polar wurde von Rolls-Royce Marine entworfen. Das norwegische Parlament stimmte im Oktober 2012 dem Bau des Eisbrechers zu. Gebaut wurde das Schiff auf der Fincantieri-Werft in La Spezia, Italien. Der Bauvertrag wurde am 29. November 2013 unterzeichnet. Die Kiellegung fand am 2. September 2015, der Stapellauf am 3. März 2017 statt. Die Fertigstellung des Schiffes bei Fincantieri erfolgte am 18. Dezember 2017. Das Schiff wurde am 23. März 2018 mit mehrmonatiger Verspätung übergeben. Gründe für die Verzögerungen beim Bau waren unter anderem die Komplexität des Schiffes sowie Kommunikations- bzw. Sprachprobleme. Nach der Übergabe waren noch weitere Arbeiten auf der Werft Vard Langsten nötig. Die Baukosten des Schiffes beliefen sich auf 1,4 Mrd. NOK.
Getauft wurde das Schiff am 17. November 2018 in Tromsø. Taufpatin war Prinzessin Ingrid Alexandra von Norwegen.  Das Schiff wird vom Havforskningsinstituttet bereedert.

## Technische Daten und Ausstattung
Das Schiff wird dieselelektrisch von zwei Elektromotoren mit jeweils 5,5 MW Leistung angetrieben, die auf zwei Propellergondeln wirken. Die Dienstgeschwindigkeit des Schiffes beträgt 15 kn. Das Schiff ist mit zwei Bugstrahlrudern mit jeweils 1,1 MW Leistung ausgestattet. Für die Stromerzeugung stehen vier Generatoren zur Verfügung. Zwei der Generatoren werden von Bergen-Dieselmotoren mit jeweils 5 MW Leistung, die anderen beiden von Bergen-Dieselmotoren mit jeweils 3,5 MW Leistung angetrieben.
Das Schiff kann 1 m dickes Seeeis brechen.
Die Besatzung des Schiffes besteht aus 15 bis 17 Personen. Darüber hinaus ist Platz für 35 Wissenschaftler oder anderes Personal. An Bord stehen insgesamt 38 Kabinen zur Verfügung.
Das Schiff verfügt über 15 Laborräume. Außerdem stehen für die Forschung vier Kühl- und zwei Gefrierräume zur Verfügung. Zusätzlich können auch weitere Laborcontainer mitgeführt werden. Auf dem Schiff sind Stellplätze für zwanzig 20-Fuß-Container vorhanden. Im Rumpf befindet sich ein Moonpool. Vom Schiff aus können ROV und andere autonome Unterwasserfahrzeuge eingesetzt werden.
Vor dem Deckshaus befindet sich ein Hubschrauberlandedeck. Das Schiff kann in einem Hangar zwei Hubschrauber mitführen. Das Hubschrauberlandedeck ist groß genug, um auch von größeren Rettungshubschraubern genutzt werden zu können.
Das Schiff kann 65 Tage auf See bleiben und dabei rund 15.000 Seemeilen zurücklegen.